# 湖北省人民代表大会
湖北省人民代表大会（简称湖北省人大）是中华人民共和国湖北省地方国家权力机关，也是湖北省最高立法机关。其常设机关为湖北省人民代表大会常务委员会，在闭会期间代为行使湖北省人民代表大会的大部分职权。

## 历史沿革
1949年至1954年期间，湖北省未设置地方国家权力机关，由1950年成立的湖北省各界人民代表会议于1951年代行地方国家权力机关部分职权，选举产生省人民政府委员会。1954年4月，经普选产生的基层人民代表大会通过间接选举的方式，产生出席湖北省人民代表大会代表。1954年8月9日至15日，湖北省第一届人民代表大会第一次会议在武昌举行，标志着湖北省地方国家权力机关的正式成立。当时，人民代表大会未设置常设机关，在休会期间，由人民委员会行使这些职权。
1966年至1977年的文化大革命时期，湖北省人民代表大会停止运作。1977年12月恢复活动，1980年1月，召开湖北省第五届人民代表大会第二次会议，设置常务委员会，作为闭会期间的常设机关。:288

## 主要职权
- 地方立法权
- 监督权
- 选举任免权
- 重大事项决定权

## 组织机构
湖北省人民代表大会的组织系统由主席团、各专门委员会和常务委员会组成。主席团执行主席主持省人大会议和主席团会议。

### 主席团
湖北省人大会议每次举行时，选举主席若干人组成主席团，主持会议工作。主席团成员互推若干人为常务主席，主持会议日常事务。省人民代表大会设秘书长一人，副秘书长若干人。秘书长由主席团提名，大会通过。副秘书长由主席团决定。秘书长领导秘书处工作，负责会议事务。
根据《中华人民共和国地方各级人民代表大会和地方各级人民政府组织法》第十三条，湖北省人民代表大会每次会议举行预备会议，选举本次会议的主席团和秘书长，通过本次会议的议程和其他准备事项的决定。根据第十五条的规定，主席团在湖北省人民代表大会闭会期间，每年选择若干社会普遍关注的问题，安排代表听取和讨论湖北省人民政府的专项工作报告，对法律、法规实施情况进行检查，开展视察、调研等活动；听取和反映代表和群众对政府工作的建议、批评和意见。

### 专门委员会
专门委员会受湖北省人民代表大会领导；在大会闭会期间，受湖北省人民代表大会常务委员会领导。各专门委员会在省人民代表大会和省人大常委会领导下，研究、审议和拟定有关议案；对属于省人民代表大会和省人大常委会职权范围内同本委员会有关的问题，进行调查研究，提出建议。
湖北省第十三届人民代表大会设有以下专门委员会：
| 湖北省第十三届人民代表大会专门委员会 | 湖北省第十三届人民代表大会专门委员会 | 湖北省第十三届人民代表大会专门委员会 |
| 专门委员会名称                       | 主任委员                             | 人数                                 |
| ------------------------------------ | ------------------------------------ | ------------------------------------ |
| 法制委员会                           | 陈洪波                               | 12人                                 |
| 监察和司法委员会                     | 张绍明                               | 11人                                 |
| 财政经济委员会                       | 张汉涛                               | 12人                                 |
| 教育科学文化卫生委员会               | 饶志国                               | 11人                                 |
| 民族宗教侨务外事委员会               | 王永高                               | 11人                                 |
| 农业与农村委员会                     | 张良成                               | 11人                                 |
| 城乡建设与环境资源保护委员会         | 谢连平                               | 11人                                 |
| 社会建设委员会                       | 吕江文                               |                                      |

### 常务委员会
湖北省人民代表大会常务委员会是湖北省人民代表大会的常设机关，对湖北省人民代表大会负责并报告工作，每两个月至少召开一次会议。

### 代表团
湖北省人民代表大会代表按照选举单位组成代表团。各代表团分别推选代表团团长、副团长。湖北省下辖各市州都设立有代表团，另有解放军、武警驻鄂部队代表团。
湖北省第十三届人民代表大会共有18个代表团，共计726人：
- 武汉代表团（125人）
- 襄阳代表团（64人）
- 宜昌代表团（53人）
- 黄石代表团（36人）
- 十堰代表团（43人）
- 荆州代表团（64人）
- 荆门代表团（37人）
- 鄂州代表团（18人）
- 孝感代表团（49人）
- 黄冈代表团（64人）
- 咸宁代表团（30人）
- 随州代表团（27人）
- 恩施代表团（37人）
- 仙桃代表团（17人）
- 天门代表团（18人）
- 潜江代表团（13人）
- 神农架代表团（5人）
- 解放军驻鄂部队代表团（26人）

## 会议
根据《中华人民共和国地方各级人民代表大会和地方各级人民政府组织法》第十一条，湖北省人民代表大会会议每年至少举行一次。经过五分之一以上代表提议，可以临时召集本级人民代表大会会议。
在省人大常委会成立前，省人大会议由省人民委员会或省革命委员会召集。1981年起，由省人大常委会召集。

### 会议议程
会议议程主要包括：听取和审查湖北省人民政府、湖北省人大常委会、湖北省高级人民法院、湖北省人民检察院工作报告；审查和批准湖北省年度发展计划；审查和批准湖北省去年预算执行情况和该年度预算草案；审议各项决议草案；选举等。
听取与审议的报告内容在文化大革命前后有所不同。基本上每次会议都包括政府工作报告、省高级人民法院报告，财政预决算报告，但是1963年省二届四次人大会议未听取和审议预决算报告和法院工作报告。文化大革命前，省人民检察院并不是每次会议都向省人大提交报告，省人大也无权审议其报告，因而并不通过相应的决议。1981年以后，除听取和审议前述项报告外，还听取并审议省国民经济计划、省人民检察院工作、省人大常委会工作等各项报告。:300
会议日程主要包括：代表团全体会议、大会预备会议、若干次全体会议（通常为四次）、小组会议、闭幕会（宪法宣誓仪式）等。
预备会议的主要任务为选举主席团，决定秘书长等成员名单及议程。时间一般为半天。

### 历次会议
| 届次   | 会议                           | 召开时间                       | 出席会议代表人数               |
| ------ | ------------------------------ | ------------------------------ | ------------------------------ |
| 第一届 | 第一次会议                     | 1954年8月9日至8月15日          | 367人                          |
| 第一届 | 第二次会议                     | 1955年1月28日至2月5日          | 385人                          |
| 第一届 | 第三次会议                     | 1956年1月15日至1月21日         | 314人                          |
| 第一届 | 第四次会议                     | 1956年12月28日至1957年1月5日   | 357人                          |
| 第一届 | 第五次会议                     | 1957年8月26日至8月31日         | 355人                          |
| 第二届 | 第一次会议                     | 1958年12月2日至12月6日         | 378人                          |
| 第二届 | 第二次会议                     | 1960年6月25日至6月30日         | 488人                          |
| 第二届 | 第三次会议                     | 1962年7月10日至7月18日         | 427人                          |
| 第二届 | 第四次会议                     | 1963年2月25日3月1日            | 380人                          |
| 第三届 | 第一次会议                     | 1964年9月8日至9月14日          | 582人                          |
| 第三届 | 第二次会议                     | 1965年3月26日至4月1日          | 520人                          |
| 第四届 | 湖北省革命委员会（文化大革命） | 湖北省革命委员会（文化大革命） | 湖北省革命委员会（文化大革命） |
| 第五届 | 第一次会议                     | 1977年12月30日至1978年1月5日   | 1132人                         |
| 第五届 | 第二次会议                     | 1980年1月9日至1月17日          | 1057人                         |
| 第五届 | 第三次会议                     | 1981年2月23日至3月1日          | 1121人                         |
| 第五届 | 第四次会议                     | 1982年2月12日至2月18日         | 953人                          |
| 第六届 | 第一次会议                     | 1983年2月12日至2月18日         | 976人                          |
| 第六届 | 第二次会议                     | 1984年4月21日至4月27日         | 851人                          |
| 第六届 | 第三次会议                     | 1985年4月21日至4月28日         | 912人                          |
| 第六届 | 第四次会议                     |                                |                                |